# Fistulipora schlueteri
Fistulipora schlueteri är en mossdjursart som beskrevs av Ernst 2008. Fistulipora schlueteri ingår i släktet Fistulipora och familjen Fistuliporidae. Inga underarter finns listade i Catalogue of Life.